# Paradolichurus obidensis
Paradolichurus obidensis là một loài côn trùng cánh màng trong họ Ampulicidae, thuộc chi Paradolichurus. Loài này được Ducke miêu tả khoa học đầu tiên năm 1903.

## Phân loài
- Paradolichurus obidensis obidensis, Ducke, 1903[2]
- Paradolichurus obidensis maranhensis, Ducke, 1904[3]